# Прибислав (Мекленбург)
Прибислав (на немски: Pribislaw; † 30 декември 1178, Люнебург) от Дом Мекленбург, е от 1160 до 1178 г. княз на племето ободрити и от 1167 до 1178 г. господар на Мекленбург и Кесините.

## Биография
Той е най-възрастният син на княза на ободритите Никлот († 1160). Брат е на Вертислав († 1164) и Прислав (ок. 1115; † 1165/1175).
Прибислав освобождава баща си през 1160 г. и след смъртта му го наследява заедно с брат си Вертислав. Двамата въстават против саксонския херцог Хайнрих Лъв. Прибислав завладява през 1164 г. замък Мекленбург, губи битка на 1 юли 1164 г. при Демин. Брат му Вертслав е екзекутирен през 1164 г. Прибислав трябва да се подчини и да стане християнин и получава замък Верле. Той въстава отново и е изгонен. През 1167 г. той се подчинява напълно и става саксонски княз на Мекленбург-Росток и от 1170 г. имперски княз.
През 1171 г. основа манастир Доберан. През 1172/1173 г. той е с Хайнрих Лъв в Иерусалим, помага на Дания против Померания-Рюген, осигурява управлението си. Синът му Борвин се жени за Матилда, дъщеря на Хайнрих Лъв.
Прибислав умира от раната си при турнир в двора на Хайнрих Лъв в Люнебург. Погребан е в „Св. Михаел“ в Люнебург.

## Фамилия
Прибислав се жени за Войцлава от Померания († 1172), дъщеря на херцог Вартислав I. Двамата имат децата:
- Хайнрих Борвин I (* ок. 1150; † 28 януари 1227), от 1178 г. княз на Мекленбург
- дъщеря († 1182), омъжена за граф Бернхард фон Попенбург († 1181)